# Mary Tyler Moore

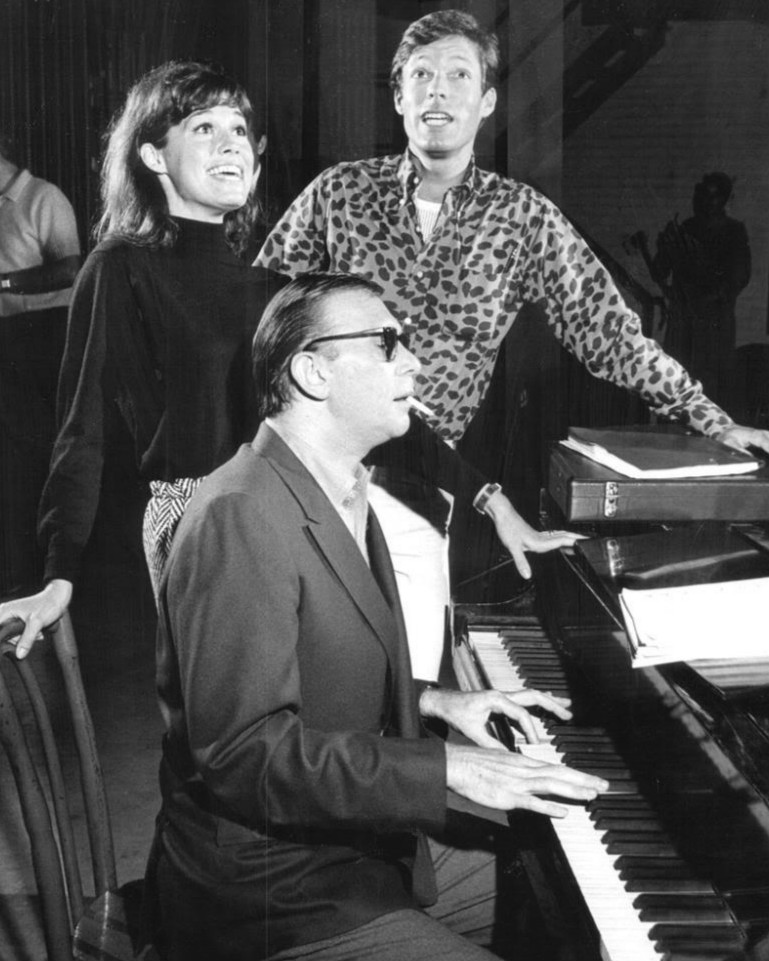
Mary Tyler Moore com Richard Chamberlain (em pé, à direita), em 1966

Mary Tyler Moore (Nova Iorque, 29 de dezembro de 1936 — Greenwich, Connecticut, 25 de janeiro de 2017) foi uma atriz, comediante, empresária e ativistanorte-americana. Tornou-se conhecida ao estrelar a série de televisão, The Mary Tyler Moore Show, exibida de 1970 até 1977. Por seu trabalho, Moore ganhou sete Emmy Awards, três Globos de Ouro, e recebeu uma indicação ao Oscar de Melhor Atriz pelo filme Ordinary People (1980). Ela também fundou a MTM Enterprises, que produziu vários programas de televisão de sucesso.

## Carreira
A carreira de Moore na televisão começou em 1955, em comerciais da loja de eletrodomésticos Hotpoint, onde interpretava uma elfa, que era o mascote da loja. O primeiro papel regular de Moore na televisão foi como 'Sam', uma misteriosa e glamorosa telefonista na série Richard Diamond, Private Detective. Ela fez sua estreia no cinema em 1957, como uma enfermeira na comédia Operation Mad Ball.
Em 1961, Carl Reiner escalou Moore para The Dick Van Dyke Show, uma série semanal baseada na vida e carreira de Reiner como escritor de um programa de variedades; As performances cômicas e energéticas de Moore como Laura Petrie, a esposa do personagem de Van Dyke, tornaram a atriz e suas calças capri justas populares e ela recebeu dois prêmios Emmy por seu trabalho. Em 1969, ela estrelou ao lado de Elvis Presley o filme Change of Habit, onde ela interpretou uma freira. No mesmo ano, Moore e seu marido Grant Tinker fundaram a produtora MTM Enterprises.
Em 1970, Moore e seu marido lançaram a primeira produção da MTM, o The Mary Tyler Moore Show, uma sitcom de meia hora de duração para a CBS, que uniu aspectos do feminismo com a cultura progressista da época, retratando Mary Richards, uma mulher solteira de 30 anos, bem humorada e independente, focada em sua carreira profissional em vez de casamento e família. A série ficou seis anos  no top 20 de maiores audiências da televisão americana e ganhou três Emmy Awards consecutivos de Melhor Série de Comédia. Ao longo de sete temporadas, o programa ganhou 29 Emmys e Moore ganhou três prêmios de Melhor Atriz Principal em Comédia. O recorde só foi quebrado em 2002, quando a sitcom Frasier , ganhou seu 30º Emmy. Após o fim da série, a CBS trouxe Moore de volta em março de 1979, em um novo programa, The Mary Tyler Moore Hour; Descrito como parte comédia de situação e parte programa de variedades, tinha Moore interpretando uma estrela de TV fazendo um show de variedades; A série não agradou o publico e a critica e durou apenas 11 episódios. 
Em 1980, ela estrelou o drama Ordinary People, no qual foi indicada ao Oscar de Melhor Atriz e ganhou o Globo de Ouro de Melhor Atriz em Filme de Drama; No longa, ela interpretou uma mãe em luto pela morte acidental de um dos seus filhos. No mesmo ano, Moore ganhou um Tony Awards especial por sua atuação na peça da Broadway, Whose Life Is It Anyway?. Em 1985, Moore retorna à CBS em uma sitcom intitulada Mary, que sofreu com críticas negativas, audiência baixa e conflitos dentro da equipe de produção; Moore chegou a pedir para o presidente da rede para retirar o programa do ar, pois estava insatisfeita. Em 1986, ela foi introduzida no Hall da Fama da Televisão, e em 1987, ela recebeu um prêmio pelo conjunto da obra na comédia do American Comedy Awards. Moore também estrelou a série de curta duração Annie McGuire, em 1988. 
Em 1992, Moore foi homenageada com uma estrela na Calçada da Fama de Hollywood. Em 1993, ela ganhou mais um Emmy por sua interpretação de Georgia Tann no filme da Lifetime, Stolen Babies. Em 1995, após uma longa pausa de séries de TV, Moore retornou como a durona e antipática dona de jornal Louise Felcott, no drama da CBS New York News, que durou apenas uma temporada. Ainda  na década de 1990, Moore apareceu como ela mesma em dois episódios da série Ellen.
Um de seus últimos papéis na televisão foi em 2006, em três episódios da série That '70s Show, na qual Moore interpretou Christine St. George, uma agitada apresentadora de televisão. As cenas de Moore foram gravadas no mesmo palco onde The Mary Tyler Moore Show foi filmado nos anos 1970.
Em 2010, ela fez uma aparição especial na estreia da segunda temporada de Hot in Cleveland, atuando ao lado de Betty White, sendo a primeira vez que as duas trabalharam juntas desde o fim de The Mary Tyler Moore Show em 1977. Em 2011, ela recebeu um prêmio pelo conjunto da obra do Screen Actors Guild. Em 2012, na cidade de Nova York, Moore e Bernadette Peters foram homenageados pelo Ride of Fame e um ônibus de dois andares foi dedicado a elas e ao seu trabalho de caridade em nome da "Broadway Barks", que a dupla co-fundou. No outono de 2013, Moore reprisou seu papel em Hot in Cleveland em um episódio da quarta temporada, que reuniu Moore e White com suas colegas de elenco do Mary Tyler Moore Show, Cloris Leachman, Valerie Harper e Georgia Engel.

## Vida Pessoal
Aos 18 anos, em 1955, Moore se casou com seu vizinho, um vendedor de suco de 28 anos, Richard Meeker, e em seis semanas ela estava grávida de seu único filho, Richard Carleton Meeker Jr., nascido em 3 de julho de 1956. Meeker e Moore se divorciaram em 1962. No mesmo ano, Moore se casou com Grant Tinker, um executivo do canal CBS e mais tarde presidente da NBC, e em 1969 eles formaram a produtora de televisão MTM Enterprises, ode a primeira produção da empresa foi o, The Mary Tyler Moore Show. Após uma separação e um acordo em 1973, Moore e Tinker anunciaram uma separação permanente em 1979 e se divorciaram dois anos depois. No início da década de 1980, Moore namorou os atores Steve Martin, Warren Beatty, e o diretor de televisão Michael Lindsay-Hogg.
Em 14 de outubro de 1980, o filho de Moore, Richard, morreu de um tiro acidental na cabeça enquanto manuseava uma pequena espingarda. Ele tinha 24 anos. Três semanas antes, o filme Ordinary People, havia sido lançado, onde ela interpretou uma mãe que estava de luto pela morte acidental de seu filho.
Aos 47 anos, casou-se com o cardiologista Robert Levine, de 29 anos, em 23 de novembro de 1983. Eles se conheceram em 1982, quando ele tratou a mãe de Moore em uma consulta domiciliar. Moore e Levine permaneceram casados por 34 anos, até a morte de Moore em 2017.

### Problemas de Saúde
Moore foi diagnosticada com diabetes tipo 1 em 1969. Ela foi alcoólatra durante grande parte de sua vida, mas parou de beber em 1984, quando se internou no Betty Ford Center. Um ano depois de ficar sóbria, ela abandonou o hábito de fumar três maços de cigarro por dia.
Em 2011, ela fez uma cirurgia para remover um meningioma, um tumor cerebral benigno. Em 2014, amigos relataram que Moore tinha problemas cardíacos e renais e estava quase cega devido a complicações relacionadas ao diabetes.

### Morte
Moore morreu aos 80 anos em 25 de janeiro de 2017, no Hospital Greenwich em Greenwich, Connecticut, de parada cardiorrespiratória complicada por pneumonia, após ter sido colocada em um ventilador na semana anterior. Ela foi enterrada no Cemitério Oak Lawn em Fairfield, Connecticut, em uma cerimônia privada.

## Ativismo
Moore era ativista de várias causas civis, como prevenção ao diabetes, doença da qual sofria, e em prol dos direitos dos animais. Ela também era ligada ao Farm Animal Reform Movement, e defendia o vegetarianismo.

## Televisão
- Richard Diamond, Private Detective (1959)
- The Dick Van Dyke Show (1961-1966)
- Run a Crooked Mile (1969)
- The Mary Tyler Moore Show (1970-1977)
- Mary (1978) (cancelado depois de três episódios)
- First, You Cry (1978)
- The Mary Tyler Moore Hour (1979) (cancelado após três meses)
- Heartsounds (1984)
- Finnegan Begin Again (1985)
- Mary (1985-1986)
- Lincoln (1988)
- Annie McGuire (1988) (cancelado após dois meses)
- The Last Best Year (1990)
- Thanksgiving Day (1990)
- Stolen Babies (1993)
- New York News (1995) (cancelado após dois meses)
- Stolen Memories: Secrets from the Rose Garden (1996)
- Payback (1997)
- Good as Gold (2000)
- Mary and Rhoda (2000) (também produtora executiva)
- Like Mother, Like Son: The Strange Story of Sante and Kenny Kimes (2001) (também produtora executiva)
- Miss Lettie and Me (2002)
- The Gin Game (2003)
- Blessings (2003)
- The Dick Van Dyke Show Revisited (2004)
- Snow Wonder  (2005)
- That '70s Show (2006)

### Filmografia
- X-15 (1961)
- Thoroughly Modern Millie (1967)
- What's So Bad About Feeling Good? (1968)
- Don't Just Stand There! (1968)
- Run a Crooked Mile (1969) (TV)
- Change of Habit (1969)
- Ordinary People (1980)
- Six Weeks (1982)
- Just Between Friends (1986)
- Flirting with Disaster (1996)
- The Blue Arrow (1996) (voz)
- Keys to Tulsa (1997)
- Reno Finds Her Mom (1998) (documentário)
- Labor Pains (2000)
- Cheats (2002)
- Against the Current (2009)